# Augustin Schöbl
Augustin Schöbl (2. prosince 1799 Praha – 12. srpna 1885 Praha) byl rakouský státní úředník a politik, narozený v Čechách a působící i na Moravě; poslanec Moravského zemského sněmu.

## Biografie
Narodil se v Praze. Byl synem Augustina Schöbla staršího (zemřel 1830), vrchního poštovního rady v Čechách. Po dokončení studií nastoupil roku 1822 do státní služby. V roce 1839 byl guberniálním radou v Brně. V roce 1847 se stal krajským hejtmanem v Uherském Hradišti. V roce 1850 byl jmenován vrchním finančním radou a daňovým správcem ve Vídni. Podle údajů z roku 1864 působil Schöbl jako ministerský rada ve Vídni. Měl titul dvorního rady. Měl rovněž titul rytíře. Získal Císařský rakouský řád Leopoldův.
V 60. letech se zapojil i do vysoké politiky. V zemských volbách v roce 1861 byl zvolen na Moravský zemský sněm, za kurii městskou, obvod Uherské Hradiště, Ostroh, Bzenec, Veselí.
Byl ženat, s manželkou Kateřinou (Catharina, 1772-??) měl čtyři syny a dvě dcery.
Zemřel v srpnu 1885. Bylo mu 86 let. Příčinou úmrtí byl zápal plic.